# 杨宁 (足球运动员)
杨宁（1962年4月10日—）是一名已退役中国足球运动员，司职守门员，曾效力于广东队，并代表中国国家队参加了1984亚洲杯。

## 职业生涯
杨宁成长于足球世家，他在1978年升入广东足球俱乐部一线队。接下来的一个赛季，留在球队的杨宁随队赢得了1979年中国足球甲A联赛冠军。1980年，杨宁入选中国国家队，成为有史以来国家队最年轻的门将。后来，杨宁入选了1982年亚洲运动会大名单，并在1984年亞足聯亞洲盃上担任首发门将，中国队最终取得亚军。杨宁在参加1986年亚运会几年后退役，移民到了旧金山。

## 数据统计

### 国家队统计
| 年        | 竞赛         | 出场 | 进球 |
| --------- | ------------ | ---- | ---- |
| 1983–1984 | 友谊赛       | 7    | 0    |
| 1984      | 长城杯       | 2    | 0    |
| 1984      | 亚洲杯预选赛 | 4    | 0    |
| 1984      | 亚洲杯       | 2    | 0    |
| 全部的    | 全部的       | 15   | 0    |

## 荣誉
- 中国足球甲A联赛：1979